# Pompeion
Pompeion är en fornlämning i Grekland.   Den ligger i prefekturen Nomarchía Athínas och regionen Attika, i den sydöstra delen av landet, i huvudstaden Aten. Pompeion ligger 48 meter över havet.
Terrängen runt Pompeion är kuperad norrut, men söderut är den platt.Runt Pompeion är det mycket tätbefolkat, med 6 472 invånare per kvadratkilometer. Närmaste större samhälle är Aten, 0,27 km nordväst om Pompeion. Runt Pompeion är det i huvudsak tätbebyggt.